# Donji Bučumet
Donji Bučumet (izvirno srbsko Горњи Бучумет) je naselje v Srbiji, ki upravno spada pod Občino Medveđa; slednja pa je del Jablaniškega upravnega okraja.

## Demografija
V naselju, katerega izvirno (srbsko-cirilično) ime je Горњи Бучумет, živi 119 polnoletnih prebivalcev, pri čemer je njihova povprečna starost 47,3 let (44,7 pri moških in 50,3 pri ženskah). Naselje ima 52 gospodinjstev, pri čemer je povprečno število članov na gospodinjstvo 2,67.
To naselje je popolnoma srbsko (glede na rezultate popisa iz leta 2002), a v času zadnjih treh popisov je opazno zmanjšanje števila prebivalcev.
|  |

| Demografija | Demografija     | Demografija     |
| Leto        | Št. prebivalcev | Št. prebivalcev |
| ----------- | --------------- | --------------- |
|             |                 |                 |
|             |                 |                 |
|             |                 |                 |
|             |                 |                 |
| 1948        | 436             |                 |
| 1953        | 451             |                 |
| 1961        | 430             |                 |
| 1971        | 342             |                 |
| 1981        | 267             |                 |
| 1991        | 203             | 202             |
| 2002        | 145             | 139             |
|             |                 |                 |

| Etnična sestava po popisu iz leta 2002 | Etnična sestava po popisu iz leta 2002 | Etnična sestava po popisu iz leta 2002 | Etnična sestava po popisu iz leta 2002 | Etnična sestava po popisu iz leta 2002 |
| -------------------------------------- | -------------------------------------- | -------------------------------------- | -------------------------------------- | -------------------------------------- |
| Srbi                                   | Srbi                                   |                                        | 139                                    | 100,0%                                 |
| Neznano                                | Neznano                                |                                        | 0                                      | 0,0%                                   |